# The Dark Blue
The Dark Blue fue una revista literaria con sede en Londres que publicaba entregas mensualmente de 1871 a 1873. Los ejemplares de The Dark Blue de la época se vendían por un chelín el ejemplar.

## Historia
La revista fue fundada y editada por John Christian Freund, quien fue educado en la Universidad de Oxford. El título se basa en una revista anterior Dark Blue: An Oxford University Magazine, que cesó su publicación en 1867 después de publicar un número. The Dark Blue fue publicado en Londres en 1871 por Sampson Low, Son, & Marston y después, desde 1871 hasta 1873, por la British & Colonial Publishing.
El precio de un chelín por ejemplar se vio insuficiente para equilibrar las cuentas de The Dark Blue, y para finales de 1871 la publicación ya tenía retrasos en los pagos y estaba en declive.
The Dark Blue cesó su publicación en 1873 con Freund huyendo a Estados Unidos para escapar de sus acreedores.

## Temática
The Dark Blue publicó durante sus años de existencia ensayos, relatos, poemas e ilustraciones.

## Colaboradores
John Christian Freund consiguió que múltiples y conocidas figuras literarias prestaran su pluma para The Dark Blue con la promesa de que recibirían grandes honorarios con su publicación.

### Escritores de ensayos o relatos
- Mathilde Blind.
- Sidney Colvin.
- William Bodham Donne
- W. S. Gilbert.
- G.A. Henty ("A Pipe of Opium").[4]
- Thomas Hughes.
- Andrew Lang.
- A.C. Swinburne.[1]

### Traducciones
- The Story of Frithiof the Bold traducido desde el islandés al inglés por William Morris.
- The Story of Europa de Horacio traducido desde el latín al inglés por J.J. Sylvester.[1]

### Ilustradores
- Ford Madox Brown.
- W.J. Hennessy.
- Cecil Lawson.
- Simeon Solomon.[1]

### Poesía
- Alfred Perceval Graves.
- Theo Marzials.
- Arthur O'Shaughnessy.
- William Michael Rossetti.
- George Augustus Simcox.[1]
- Dante Gabriel Rossetti[2]

## Relevancia
The Dark Blue es recordado a pesar de su corto recorrido debido a que contó con ilustres colaboradores y a que algunas de las obras de su tiempo se publicaron primero en esta revista.
The Dark Blue es generalmente conocida como la primera revista en publicar, de forma seriada, la novela corta Carmilla, el clásico de  Sheridan Le Fanu. Esto fue en el segundo año de la publicación, recogido en el segundo y tercer volúmenes recopilatorios. Empezando en el segundo volumen en las páginas 434-448 (capítulos I, II y III), 592-606 (capítulos IV, V, VI) y 701-714 (capítulos VII, VIII, IX, X) y finalizando en el tercer volumen en las páginas 59-78 (capítulos XI-XVI).